# Rödbrämad lövmätare
Rödbrämad lövmätare (Idaea humiliata) är en fjärilsart som beskrevs av Johann Siegfried Hufnagel 1767. Rödbrämad lövmätare ingår i släktet Idaea och familjen mätare, Geometridae. Arten är reproducerande i Sverige. Inga underarter finns listade.

## Bildgalleri

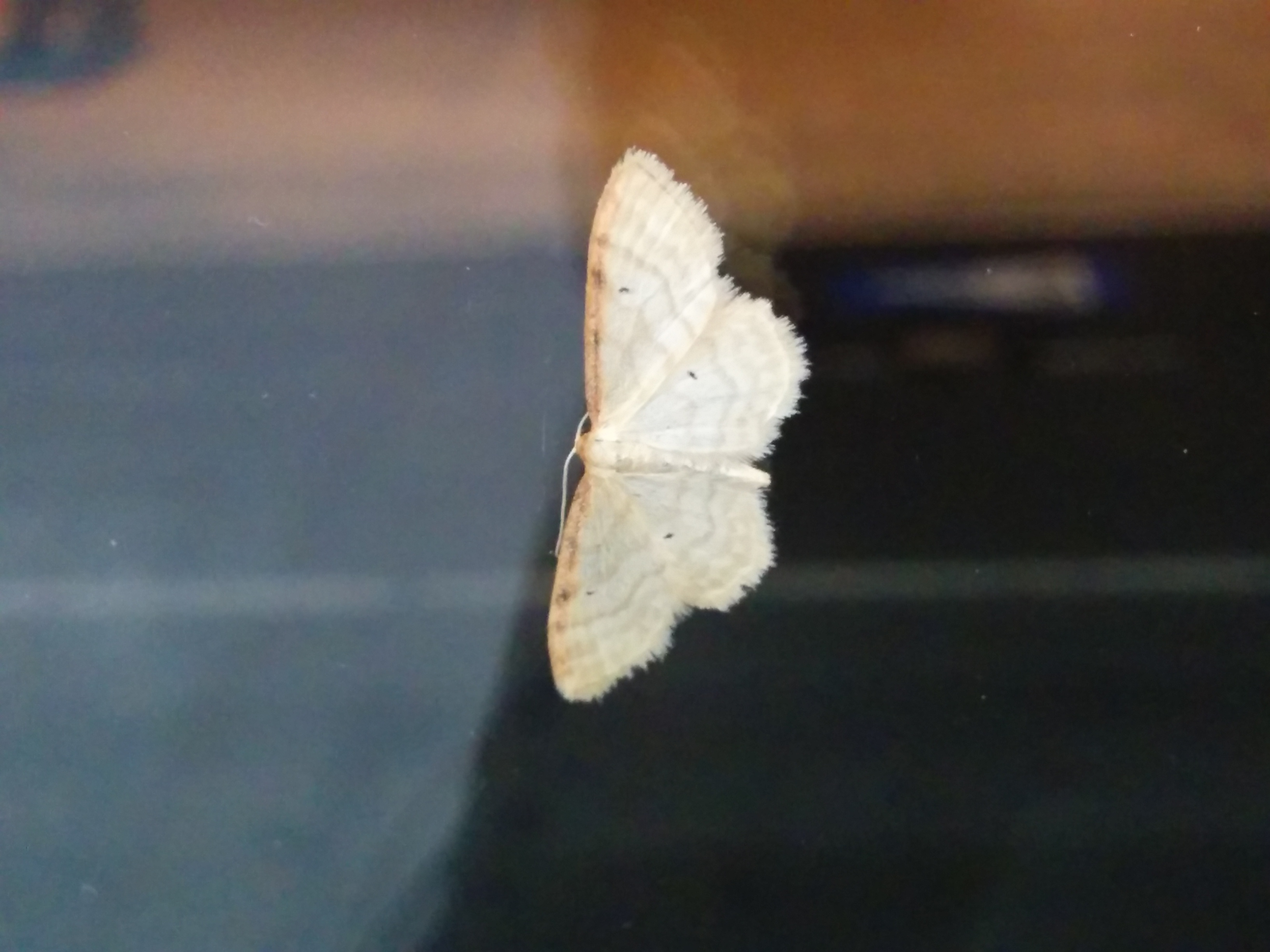